# Francisco José Lara

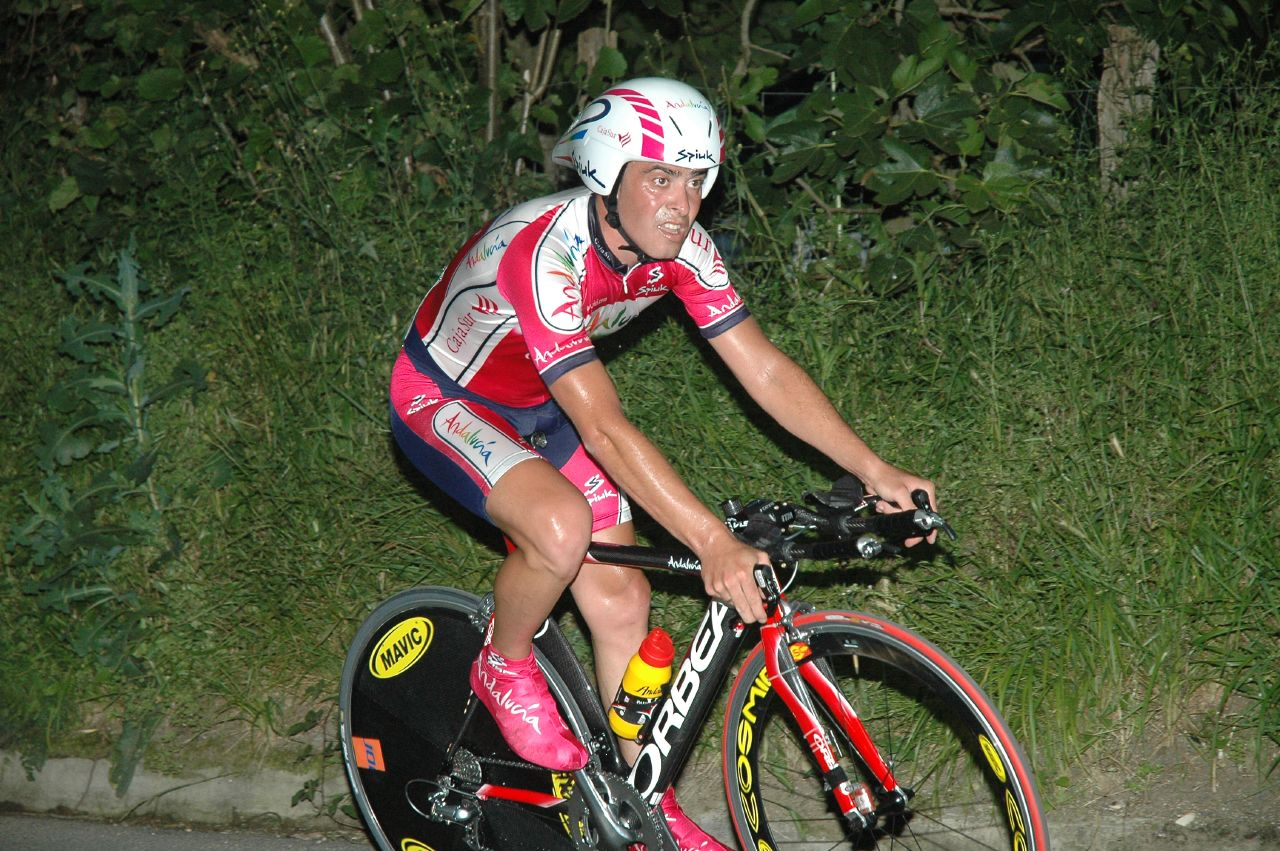
Francisco José Lara bei der Euskal Bizikleta 2007

Francisco José „Paco“ Lara Ruiz (* 25. Februar 1977 in Granada) ist ein ehemaliger spanischer Radrennfahrer.
Ab 2006 fuhr Paco Lara für die spanische Mannschaft Andalucía-Cajasur. Vorher war der Bergspezialist bei Festina (2001), Coast (2002), Bianchi (2003), Costa de Almería-Paternina (2004) und T-Mobile Team (2005) aktiv. Der 1,75 Meter große Spanier konnte in seiner Karriere folgende Erfolge feiern:
- Drei Starts bei der Vuelta a España, 14. Platz in der Gesamtwertung 2004
- Eine Teilnahme am Giro d’Italia
- Dritter bei den spanischen Meisterschaften 2004

## Teams
- 2001 Festina
- 2002–2003 Coast/Bianchi
- 2004 Costa de Almería-Paternina
- 2005 T-Mobile Team
- 2006 Andalucía-Paul Versan
- 2007 Andalucía-Cajasur